# Hoken 7 (Quedlinburg)

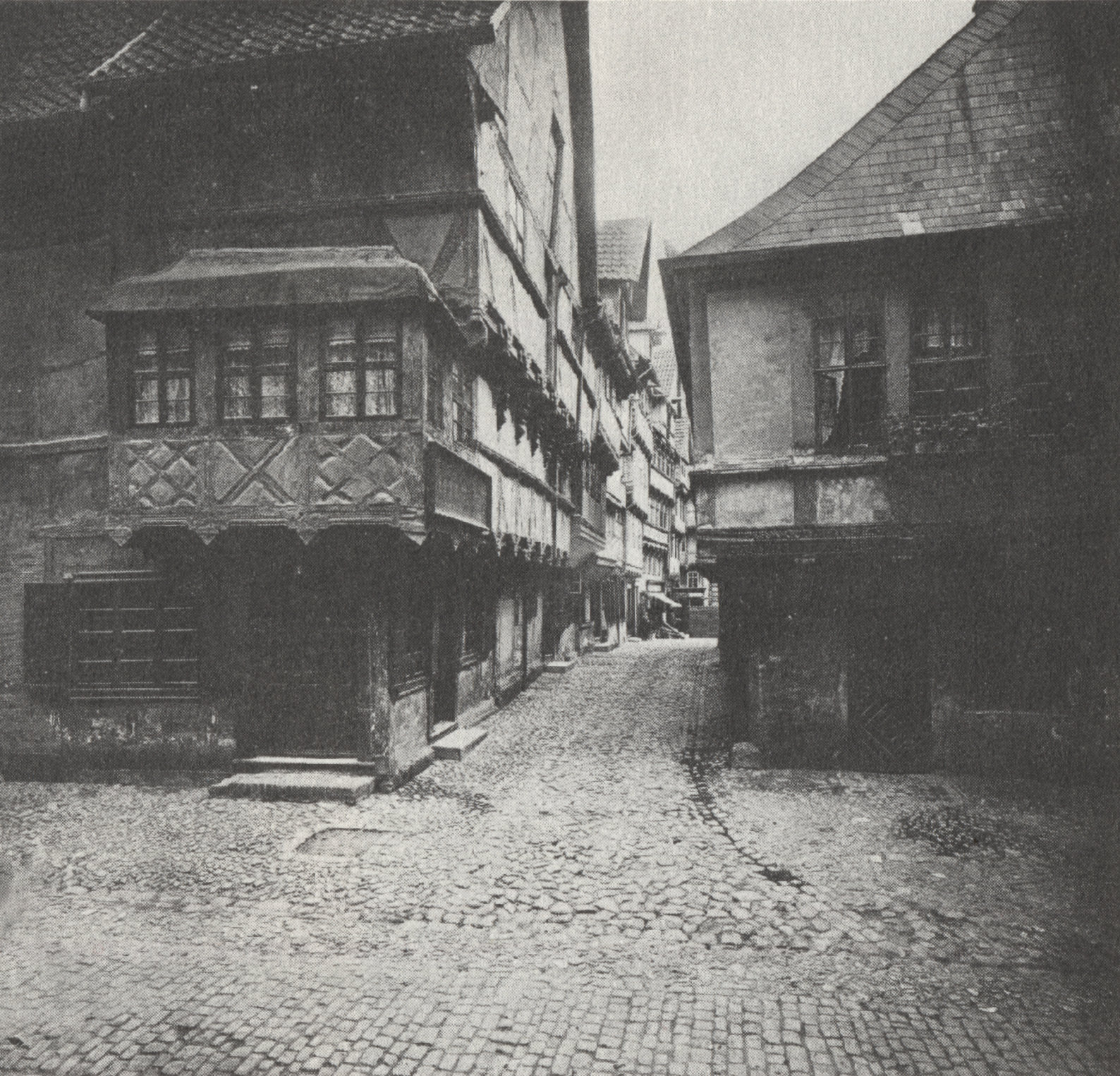
Haus Hoken 7 im Jahr 1893

Das Haus Hoken 7 war ein Gebäude in der Stadt Quedlinburg in Sachsen-Anhalt. Es wurde 1899/1900 abgerissen und gilt als eines der verlorengegangen wichtigen Gebäude der historischen Fachwerkstadt Quedlinburgs. Zum Zeitpunkt seines Abrisses galt es als ältestes erhaltenes Gebäude der Stadt.

## Lage
Es befand sich nördlich des Quedlinburger Rathauses, nördlich des Marktplatzes der Stadt, unweit der Ecke der Straße Hoken zur Marktstraße. 

## Architektur und Geschichte
Das dreigeschossige Haus entstand etwa 1485 in Fachwerkbauweise und diente als Bäcker-Gildehaus. Die Giebelseite kragte vor, die Fachwerkfassade wies eine sogenannte Ständerreihung auf, darüber hinaus bestanden Fußstreben und Brüstungshölzer. An der Südfassade des Hauses befanden sich mehrere figürlich gestaltete Knaggen. Fünf im Obergeschoss, zwei im Erdgeschoss. Die Balkenköpfe waren als Birnstäbe gearbeitet.
Die erste Stockschwelle war mit einem Treppenfries verziert. Über den Balkenköpfen befanden sich Dreipass- bzw. Vierpass-Kreise. An der zweiten Stockschwelle war als Verzierung ein Trapezfries eingearbeitet. Eine ähnliche Gestaltung weist das heute noch erhaltene, ebenfalls im 15. Jahrhundert entstandene Haus Schmale Straße 47 auf.
An der Südseite des Hauses bestand im Erdgeschoss ein Zapfenschloss, ein Ständer ist nachgewiesen. Nach Südwesten zur Marktstraße hin befand sich ein in späterer Zeit eingefügter dreiachsiger Erker. Nördlich am Haus stand ein sieben Gebinde breiter, dreigeschossiger Geschossbau, der etwa 1680 gebaut worden war.
Das Haus wurde 1899, nach anderen Angaben 1900 im Zuge der Erweiterung des Rathauses abgerissen. Die figürlich gearbeiteten Knaggen wurden gesichert und gelangten zum Quedlinburger Schlossmuseum. Heute befinden sie sich im Fachwerkmuseum.